# Campionati mondiali di pattinaggio di velocità sprint 2019
I Campionati mondiali di pattinaggio di velocità sprint 2019 si sono svolti a Heerenveen, nei Paesi Bassi, dal 23 al 24 febbraio 2019, all'interno del Thialf.

## Medagliere
| Pos.   | Nazione     | Oro | Argento | Bronzo | Totale |
| ------ | ----------- | --- | ------- | ------ | ------ |
| 1      | Giappone    | 1   | 2       | 0      | 3      |
| 2      | Russia      | 1   | 0       | 0      | 1      |
| 3      | Paesi Bassi | 0   | 0       | 1      | 1      |
| 3      | Stati Uniti | 0   | 0       | 1      | 1      |
| Totale | Totale      | 2   | 2       | 2      | 6      |

## Podi
| Eventi             | Oro              | Prestazione | Argento          | Prestazione | Bronzo        | Prestazione |
| Maschile dettagli  | Pavel Kuližnikov | 137.390     | Tatsuya Shinhama | 137.805     | Kjeld Nuis    | 137.860     |
| Femminile dettagli | Nao Kodaira      | 149.665     | Miho Takagi      | 150.050     | Brittany Bowe | 150.180     |